# Sébastien Bourdais
Sébastien Bourdais, francoski dirkač Formule 1, * 28. februar 1979, Le Mans, Francija.
Sébastien Bourdais se je rodil 28. februarja 1979 v Le Mansu. Prvi večji uspeh je dosegel leta 1999, ko je osvojil prvenstvo Francoske Formule 3. Nato je med sezonama 2000 in 2002 dirkal v prvenstvu Formule 3000, kjer je v sezoni 2000 zasedel deveto mesto v prvenstvu, v 2001 je dosegel prvo zmago in zasedel četrto mesto v dirkaškem prvenstvu, v sezoni 2002 pa je s tremi zmagami, še petimi uvrstitvami na stopničke, šestimi najboljšimi štartnimi položaji in tremi najhitrejšimi krogi osvojil naslov prvaka s prednostjo le dveh točk pred Giorgiem Pantanom. Med sezonama 2003 in 2007 je dirkal v ameriški seriji Champ Car v kateri je s štirimi zaporednimi naslovi prvaka med sezonama 2004 in 2007 eden najuspešnejših dirkačev v zgodovini serije, ob tem je dosegel 31 zmag. Za sezono 2008 pa je prestopil v moštvo Formule 1, Scuderia Toro Rosso, kjer je bil njegov moštveni kolega mladi Nemec Sebastian Vettel. Sredi sezone 2009 je bil zaradi neizpolnjevanja pričakovanj odpuščen iz Tora Rossa, zadnjič je nastopil na dirki za Veliko nagrado Nemčije. 

## Dirkaški rezultati

### Pregled rezultatov
| Sezona | Serija                           | Moštvo                     | Dirke | Pole | Zmage | Toč | Uvr |
| ------ | -------------------------------- | -------------------------- | ----- | ---- | ----- | --- | --- |
| 1995   | Francoska Formula Renault Campus | ?                          | ?     | 0    | 0     | ?   | 9.  |
| 1996   | Francoska Formula Renault        | ?                          | ?     | 0    | 0     | ?   | 7.  |
| 1997   | Francoska Formula Renault        | La Filière                 | 18    | 5    | 4     | 172 | 2.  |
| 1998   | Francoska Formula 3              | La Filière                 | 22    | 0    | 0     | 98  | 6.  |
| 1998   | Britanska Formula 3              | La Filière                 | 1     | 0    | 0     | 0   | NC  |
| 1998   | Velika nagrada Macaa             | Equipe de France           | 1     | 0    | 0     | ?   | NC  |
| 1998   | Masters Formule 3                | ?                          | 1     | 0    | 0     | ?   | 20. |
| 1999   | Francoska Formula 3              | La Filière                 | 20    | 3    | 8     | 229 | 1.  |
| 1999   | 24 ur Le Mansa                   | Larbre Compétition (GTS)   | 1     | 0    | 0     | ?   | NC  |
| 1999   | Velika nagrada Macaa             | Equipe de France           | 1     | 0    | 0     | ?   | NC  |
| 1999   | Masters Formule 3                | ?                          | 1     | 0    | 0     | ?   | 10. |
| 2000   | Formula 3000                     | Prost Junior Team          | 10    | 1    | 0     | 9   | 9.  |
| 2000   | 24 ur Le Mansa                   | Pescarolo Sport (LMP 900)  | 1     | 0    | 0     | ?   | 4.  |
| 2001   | Formula 3000                     | DAMS                       | 12    | 1    | 1     | 26  | 4.  |
| 2001   | 24 ur Le Mansa                   | Pescarolo Sport (LMP 900)  | 1     | 0    | 0     | ?   | 4.  |
| 2001   | FIA Sportscar Championship       | Pescarolo Sport (SR1)      | 2     | 0    | 0     | 0   | NC  |
| 2002   | Formula 3000                     | Super Nova Racing          | 12    | 6    | 3     | 56  | 1.  |
| 2002   | 24 ur Le Mansa                   | Pescarolo Sport (LMP 900)  | 1     | 0    | 0     | ?   | 10. |
| 2002   | FIA Sportscar Championship       | Pescarolo Sport (SR1)      | 3     | 1    | 2     | 55  | 4.  |
| 2003   | Serija CART                      | Newman/Haas Racing         | 18    | 5    | 3     | 159 | 4.  |
| 2004   | Champ Car                        | Newman/Haas Racing         | 14    | 8    | 7     | 369 | 1.  |
| 2004   | 24 ur Le Mansa                   | Pescarolo Sport (LMP1)     | 1     | 0    | 0     | ?   | NC  |
| 2005   | Champ Car                        | Newman/Haas Racing         | 13    | 6    | 5     | 348 | 1.  |
| 2005   | International Race of Champions  | ?                          | 4     | 2    | 1     | 46  | 5.  |
| 2005   | Serija IndyCar                   | Newman/Haas Racing         | 1     | 0    | 0     | 18  | 28. |
| 2005   | American Le Mans Series          | Larbre Compétition (GTS)   | 1     | 0    | 0     | 0   | NC  |
| 2005   | Rolex Sports Car                 | Silverstone Racing         | 1     | 0    | 0     | 6   | 89. |
| 2006   | Champ Car                        | Newman/Haas Racing         | 14    | 6    | 7     | 387 | 1.  |
| 2006   | Grand-Am Cup GS                  | ?                          | 1     | 0    | 0     | 24  | 80. |
| 2007   | Champ Car                        | Newman/Haas/Lanigan Racing | 14    | 6    | 8     | 364 | 1.  |
| 2007   | 24 ur Le Mansa                   | Team Peugeot Total         | 1     | 1    | 0     | ?   | 2.  |
| 2008   | Formula 1                        | Scuderia Toro Rosso        | 18    | 0    | 0     | 4   | 17. |
| 2009   | Formula 1                        | Scuderia Toro Rosso        | 9     | 0    | 0     | 2   | 19. |

### Champ Car
| Leto | Moštvo              | 1       | 2       | 3       | 4     | 5       | 6       | 7       | 8       | 9     | 10      | 11    | 12    | 13      | 14      | 15    | 16      | 17    | 18      | 19       | Prv | Toč |
| ---- | ------------------- | ------- | ------- | ------- | ----- | ------- | ------- | ------- | ------- | ----- | ------- | ----- | ----- | ------- | ------- | ----- | ------- | ----- | ------- | -------- | --- | --- |
| 2003 | Newman/Haas         | STP 11  | MTY Ret | LBH Ret | BRH 1 | LAU 1   | MIL 9   | LAG Ret | POR Ret | CLE 1 | TOR 4   | VAN 3 | ROA 2 | MDO 5   | MTL Ret | DEN 2 | MIA Ret | MEX 2 | SUR Ret | FON Canc | 4.  | 159 |
| 2004 | Newman/Haas         | LBH 3   | MTY 1   | MIL Ret | POR 1 | CLE 1   | TOR 1   | VAN 5   | ROA 3   | DEN 1 | MTL Ret | LAG 8 | LAS 1 | SUR 2   | MEX 1   |       |         |       |         |          | 1.  | 369 |
| 2005 | Newman/Haas         | LBH 1   | MTY 5   | MIL 6   | POR 2 | CLE 5   | TOR 5   | EDM 1   | SJC 1   | DEN 1 | MTL 4   | LAS 1 | SUR 1 | MEX Ret |         |       |         |       |         |          | 1.  | 348 |
| 2006 | Newman/Haas         | LBH 1   | HST 1   | MTY 1   | MIL 1 | POR 3   | CLE Ret | TOR 3   | EDM 2   | SJC 1 | DEN 7   | MTL 1 | ROA 3 | SUR 8   | MEX 1   |       |         |       |         |          | 1.  | 387 |
| 2007 | Newman/Haas/Lanigan | LVG Ret | LGB 1   | HST 1   | POR 1 | CLE Ret | MTT 2   | TOR Ret | EDM 1   | SJC 5 | ROA 1   | ZOL 1 | ASS 7 | SUR 1   | MEX 1   |       |         |       |         |          | 1.  | 364 |

### Formula 1
(legenda) (odebeljene dirke pomenijo najboljši štartni položaj, poševne pa najhitrejši krog, †-uvrščen kljub odstopu)
| Leto | Moštvo              | Šasija                   | Motor              | 1     | 2       | 3      | 4       | 5       | 6       | 7      | 8      | 9       | 10     | 11     | 12    | 13    | 14     | 15     | 16     | 17     | 18     | Prv | Toč |
| ---- | ------------------- | ------------------------ | ------------------ | ----- | ------- | ------ | ------- | ------- | ------- | ------ | ------ | ------- | ------ | ------ | ----- | ----- | ------ | ------ | ------ | ------ | ------ | --- | --- |
| 2008 | Scuderia Toro Rosso | Toro Rosso STR2B         | Ferrari 056 2.4 V8 | AVS 7 | MAL Ret | BAH 15 | ŠPA Ret | TUR Ret |         |        |        |         |        |        |       |       |        |        |        |        |        | 17. | 4   |
| 2008 | Scuderia Toro Rosso | Toro Rosso STR3          | Ferrari 056 2.4 V8 |       |         |        |         |         | MON Ret | KAN 13 | FRA 17 | VB 11   | NEM 12 | MAD 18 | EU 10 | BEL 7 | ITA 18 | SIN 12 | JAP 10 | KIT 13 | BRA 14 | 17. | 4   |
| 2009 | Scuderia Toro Rosso | Scuderia Toro Rosso STR4 | Ferrari 056 2.4 V8 | AVS 8 | MAL 10  | KIT 11 | BAH 13  | ŠPA Ret | MON 8   | TUR 18 | VB Ret | NEM Ret | MAD    | EU     | BEL   | ITA   | SIN    | JAP    | BRA    | ABU    |        | 19. | 2   |